# Sophta infrarubra
Sophta infrarubra là một loài bướm đêm trong họ Noctuidae.